# Polikarpow I-153
Die Polikarpow I-153 (russisch Поликарпов И-153) war ein sowjetisches Doppeldecker-Jagdflugzeug der späten 1930er Jahre. Sie entstand als Reaktion auf die im spanischen Bürgerkrieg gemachten Erfahrungen mit der I-15 als deren Weiterentwicklung. Wegen ihrer auffälligen Tragflächenform wurde sie Tschaika (Чайка, Möwe) genannt. Entworfen wurde sie von Nikolai Polikarpow.

## Entwicklung
Die augenscheinlichste Veränderung zur I-15 bestand im einziehbaren Fahrwerk, für das am Rumpf und am Unterflügel einige konstruktive Veränderungen vorgenommen werden mussten. Am 11. Oktober 1937 wurde der ausgearbeitete Entwurf präsentiert.
Die anfangs noch als I-15ter bezeichnete Maschine war mit einem 750-PS-Motor M-25W ausgerüstet und flog erstmals im Herbst 1938. Ein weiterer Prototyp erhielt das stärkere Triebwerk M-62 mit verstellbarer AQ-1-Zweiblatt-Luftschraube, das auch bei den Serienexemplaren Verwendung fand.
Anfang 1939 wurde das 70. Jagdfliegerregiment als erste Einheit mit diesem Typ ausgerüstet. Im Sommer desselben Jahres erfolgte der erste Kampfeinsatz während des Chalchin-Gol-Grenzkonfliktes gegen die japanischen Luftstreitkräfte. Auf Grund des Überraschungsmomentes und ihrer technischen Überlegenheit gegenüber den im Einsatz befindlichen japanischen Jagdflugzeugen konnten sie diesen schwere Verluste zufügen. Die jedoch ab und an noch immer in der Literatur erwähnte angebliche „Kriegslist“, die sowjetischen Piloten hätten dabei ihren Gegner getäuscht, indem sie mit ausgefahrenen Fahrwerk und gedrosselter Geschwindigkeit flogen und den Japanern so eine veraltete I-15 als leichte Beute vorgaukelten, nur um überraschend die Räder einzuziehen und einen Angriff zu starten, entspringt wahrscheinlich der Phantasie eines Frontpropagandisten.
Im Winterkrieg der Sowjetunion gegen Finnland 1939/40 stand die I-153 noch in der ersten Linie der Jagdfliegerkräfte, 11 Stück wurden von den Finnen im Verlaufe der Kämpfe erbeutet und ebenfalls eingesetzt.
Im Frühjahr 1940 übergab die Sowjetunion 903 Flugzeuge als Waffenhilfe an China, das sie gegen die einfallenden japanischen Truppen nutzte.
Als das Deutsche Reich im Jahr 1941 die UdSSR angriff, wurden viele I-153 von der deutschen Luftwaffe am Boden zerstört. Die restlichen Flugzeuge wurden nach dem Erscheinen der neuen Jagdflugzeugtypen Jak-1, MiG-3 und LaGG-3 aus den Jagdfliegereinheiten abgezogen und bis Ende 1943 als Erdkampfflugzeuge eingesetzt.
Insgesamt wurden 3.437 Maschinen dieses Typs in mehreren Versionen gebaut.

## Konstruktion
Die I-153 war ein verspannter Doppeldecker, deren Ober- und Unterflügel mit I-Streben miteinander verbunden wurde. Die obere Tragfläche besaß den charakteristischen, zum Rumpf hin abknickenden Möwen-(Tschaika-)flügel, der den Stirn- und Interferenzwiderstand am Übergang zum Rumpf verringerte. Die Holme des Tragwerks bestanden aus einem mit Stoff bespannten Holzrahmen, die am Oberflügel befindlichen Querruder waren aus Metall.
Der Rumpf wurde aus Chrom-Molybdän-Stahlrohren zusammengeschweißt und mit Stoff bespannt, der Rumpfbug erhielt eine Duralumin-Beplankung. Hinter dem Piloten befand sich eine 8-mm-Panzerplatte.
Das Höhenleitwerk besaß je eine V-förmige Verstrebung unterhalb zum Rumpf hin und bestand aus einem Metallgerippe mit Stoffbespannung.
Das Fahrwerk wurde, im Gegensatz zum manuellen Einziehvorgang mittels einer Kurbel bei der I-16, pneumatisch in den Rumpf eingefahren. Das Heckrad war starr. Im Winter konnten alle drei Räder durch Kufen ersetzt werden.

## Varianten
- I-153BS :

Serienversion mit zwei 12,7-mm-MG BS anstelle der üblichen Standardbewaffnung (vier 7,62-mm-MG SchKAS).
- I-153P :

Wie I-153BS, jedoch mit zwei 20-mm-MK SchWAK.
- I-153DM :

Eine Versuchsausführung mit zwei zusätzlichen DM-2-Staustrahltriebwerken unter den Tragflächen vom September 1940, der Geschwindigkeitszuwachs betrug 30 km/h. Zwei leistungsstärkere DM-4 wurden im Oktober 1940 bei 17 Flügen getestet. Die Höchstgeschwindigkeit erhöhte sich dabei durch die zusätzliche Antriebsleistung von bis zu 297 PS um maximal 51 km/h. Entwickelt hatte die Triebwerke Igor Merkulow.
- I-153W / I-153W (M-63/TK/GK) :

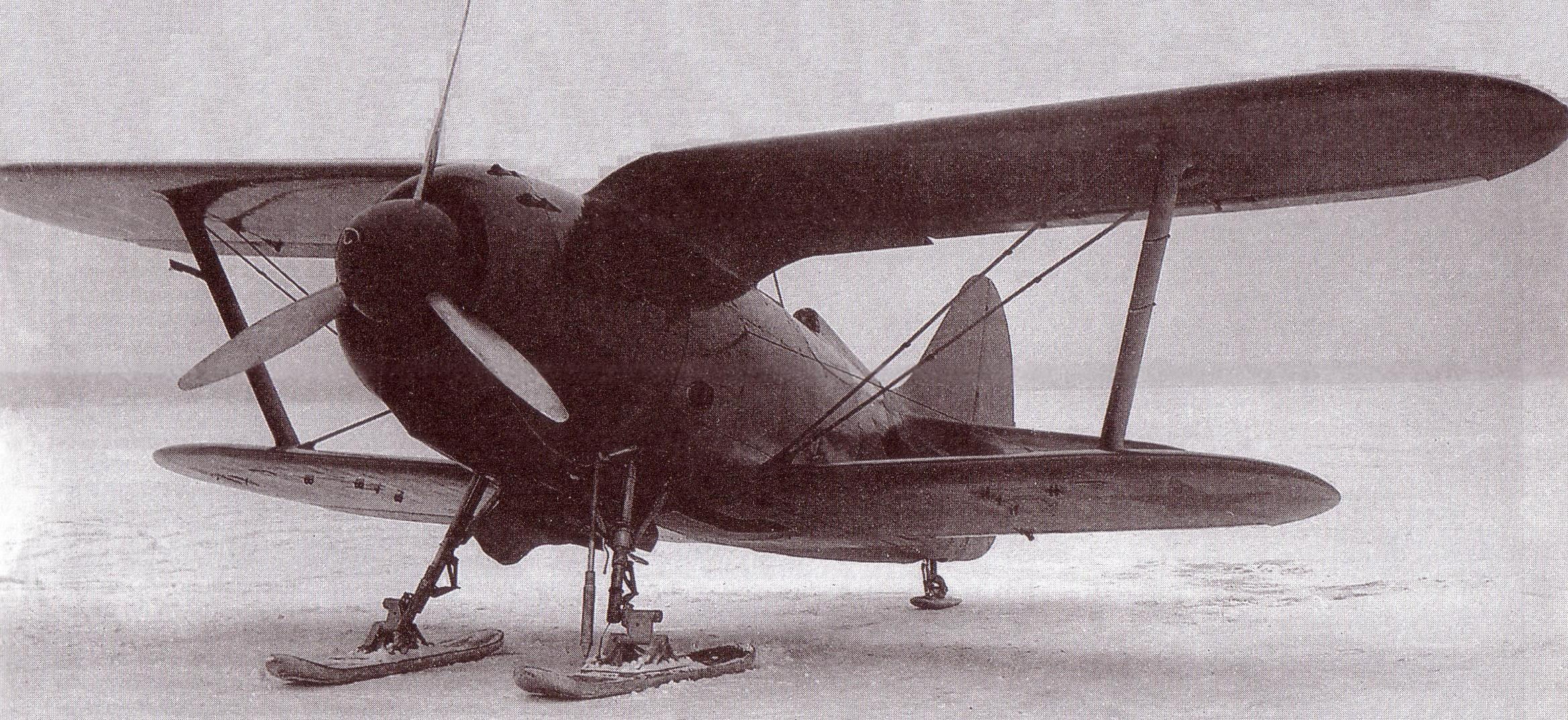
Die I-190 von 1939

Zwei Prototypen, die versuchsweise eine hermetisierte Pilotenkabine von Schtscherbakow bzw. Polikarpow erhielten und 1940/41 erprobt worden sind. Nr. 2 war zusätzlich mit einem M-63-Triebwerk mit zwei TK-3-Turbokompressoren ausgestattet.
- I-190 / I-195 :

Die I-190 war eine Anfang 1939 gebaute und ab dem 30. Dezember 1939 getestete aerodynamisch verbesserte Weiterentwicklung mit einem 14-Zylinder-Doppelsternmotor M-88W, die eine Höchstgeschwindigkeit von 490 km/h erzielte. Nach einer Bruchlandung am 13. Februar 1941 stellte man das Testprogramm ein. Das zweite Modell I-195 mit dem M-90-Motor wurde nicht mehr fertiggestellt. Es sollte eine errechnete Höchstgeschwindigkeit von 580 km/h erreichen und damit zum schnellsten Doppeldecker der Welt werden.

## Neubauten

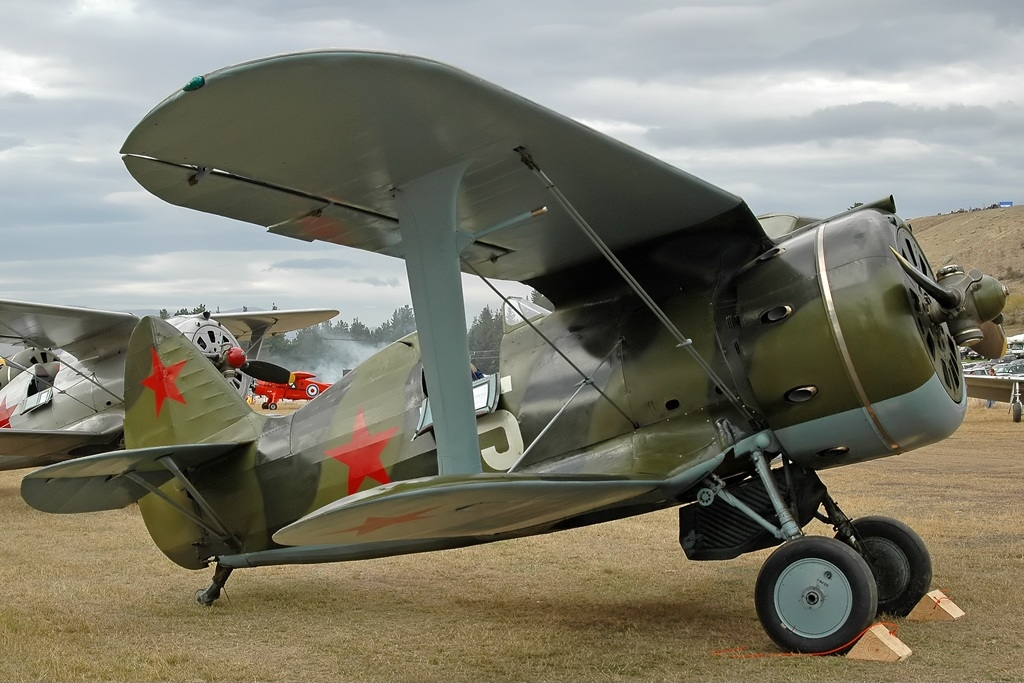
Zwei I-153-Neubauten in Neuseeland

Gegen Ende der 1990er Jahre wurde von der Moskauer Gesellschaft zur Restaurierung historischer Flugzeuge in Zusammenarbeit mit dem ehemaligen Herstellerwerk in Nowosibirsk eine begrenzte Produktion von I-153 und I-16 unter Verwendung von Originalteilen, die von in Nordwestrussland aufgefundenen Wracks stammen, wiederaufgenommen. Auch Teile zweier geborgener I-15 wurden beim Bau verwendet. Die noch vorhandenen Originalzeichnungen und die technische Werkausstattung konnten ebenfalls genutzt werden. Die solchermaßen entstandenen Flugzeuge entsprechen in ihren Leistungsdaten weitgehend den historischen Vorbildern, zumal als Antrieb der Originalmotor M-62 Verwendung findet. Die ersten Neubauten (drei I-153 und sechs I-16) wurden für jeweils 200.000 US-Dollar nach Neuseeland verkauft. Die Flugzeuge sind voll kunstflugtauglich und werden auch auf Flugschauen präsentiert und vorgeflogen.

## Technische Daten
| Kenngröße             | Daten (Polikarpow I-153BS)                                                             |
| --------------------- | -------------------------------------------------------------------------------------- |
| Konstrukteur(e)       | Nikolai Polikarpow                                                                     |
| Baujahr(e)            | 1938–?                                                                                 |
| Besatzung             | 1 Pilot                                                                                |
| Länge                 | 6,17 m                                                                                 |
| Flügelspannweite      | 10,00 m (oben), 7,50 m (unten)                                                         |
| Höhe                  | 2,80 m                                                                                 |
| Flügelfläche          | 22,14 m²                                                                               |
| Leermasse             | 1.348 kg                                                                               |
| Startmasse            | normal 1.859 kg maximal 2.009 kg (mit zwei 100-l-Kraftstoff-Zusatzbehältern)           |
| Antrieb               | ein luftgekühlter 9-Zylinder-Sternmotor Schwezow ASch-62                               |
| Leistung              | 588,5 kW (800 PS)                                                                      |
| Höchstgeschwindigkeit | 366 km/h in Bodennähe 444 km/h in 4.600 m Höhe                                         |
| Steigzeit             | 3 min auf 3.000 m Höhe                                                                 |
| Dauer einer Vollkurve | 11,4–12,4 s                                                                            |
| Dienstgipfelhöhe      | 11.000 m                                                                               |
| Reichweite            | normal 470 km maximal 880 km                                                           |
| Startrollstrecke      | 106 m                                                                                  |
| Bewaffnung            | zwei 12,7-mm-MG BS sechs 82-mm-Raketen RS-82 oder zwei 100-kg-Bomben unter den Flügeln |

## Einsatzländer
- Sowjetunion
- China
- Finnland